# 나고야다이가쿠역
나고야다이가쿠역 혹은 나고야대학역(명고옥대학역, 일본어: 名古屋大学駅, なごやだいがくえき)은 일본 아이치현 나고야시 지쿠사구에 위치한 철도역이다.
역이 대학 구내에 위치하고 있는 전국에서도 드문 역 중의 하나이다.

## 타는 곳
섬식 승강장 1면 2선 지하역.
| 1 | ■ 메이조 선 | 모토야마·오조네 방면     |
| 2 | ■ 메이조 선 | 야고토·아라타마바시 방면 |

## 역세권 정보
- 나고야 대학 히가시야마 캠퍼스
- 나고야 대학 부속 중학교·고등학교
- 난잔 대학 나고야 캠퍼스
- 나고야 대학 우체국

## 역사
- 2003년 12월 13일: 영업 개시.
- 2004년 10월 6일: 아라타마바시 역까지 연장 개통.

## 인접역
| 나고야 지하철 ■ 메이조 선 | 나고야 지하철 ■ 메이조 선 | 나고야 지하철 ■ 메이조 선   |
| ------------------------- | ------------------------- | --------------------------- |
| M 17 모토야마 외선 순환   |                           | M 19 야고토닛세키 내선 순환 |